# Jonathan Swieter
Jonathan Swieter (19 december 1995) is een Duits betaald voetballer die als middenvelder speelt.

## Clubcarrière
Swieter komt uit de jeugdopleiding van FC Twente. Op 22 augustus 2014 debuteerde hij voor Jong Twente in de Eerste divisie tegen Almere City. Hij mocht na 77 minuten invallen voor Jerson Cabral. Jong Twente won de uitwedstrijd met 0-1 na een doelpunt van Jari Oosterwijk in blessuretijd.

## Statistieken
| Seizoen         | Club            |                    | Competitie      | Competitie | Competitie | Beker | Beker | Internationaal | Internationaal | Totaal | Totaal |
| Seizoen         | Club            | Wed.               | Competitie      | Dlp.       | Wed.       | Dlp.  | Wed.  | Dlp.           | Wed.           | Dlp.   |        |
| --------------- | --------------- | ------------------ | --------------- | ---------- | ---------- | ----- | ----- | -------------- | -------------- | ------ | ------ |
| 2014/15         | Jong Twente     | Vlag van Nederland | Eerste divisie  | 1          | 0          | 0     | 0     | -              | -              | 1      | 0      |
| Club totaal     | Club totaal     | Club totaal        | Club totaal     | 1          | 0          | 0     | 0     | 0              | 0              | 1      | 0      |
| Carrière totaal | Carrière totaal | Carrière totaal    | Carrière totaal | 1          | 0          | 0     | 0     | 0              | 0              | 1      | 0      |

Bijgewerkt t/m 23 augustus 2014